# Kasteel van Florac

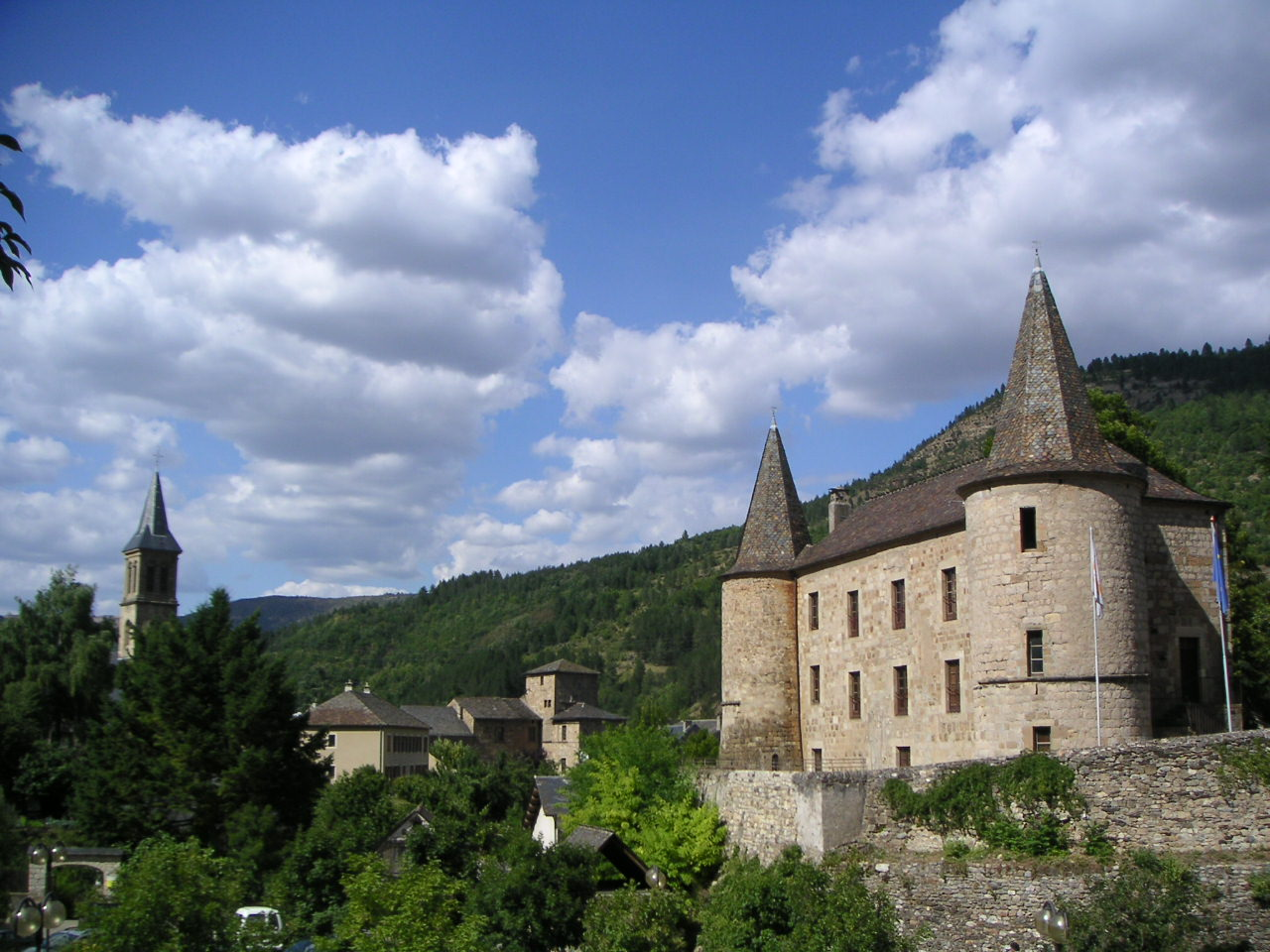
Het Kasteel van Florac

Het Kasteel van Florac (Frans: Château de Florac) is een 13e-eeuws kasteel, gelegen in de Franse stad Florac in Lozère in de regio Occitanië.
Het kasteel behoorde oorspronkelijk tot de baronie van Anduze en een aantal feodale families. Het werd herbouwd in 1652 na de Hugenotenoorlogen. Tijdens de Franse Revolutie werd het kasteel omgebouwd tot een "zouthok" voor de opslag van zout. Sinds 1976 is het kasteel het pronkstuk van het Nationaal Park Cevennen waarvan de beheersorganisatie, die haar hoofdzetel in het kasteel heeft, voor de restauratie gezorgd heeft.